# Église Notre-Dame d'Usseau
L'ancienne église d'Usseau est une église de style roman saintongeais située à Marignac en Saintonge, dans le département français de la Charente-Maritime en région Nouvelle-Aquitaine.

## Historique
L'église d'Usseau fut construite en style roman au XIIe siècle et a subi des transformations à l'époque gothique.
Usseau a cessé d’être une paroisse en novembre 1825.

## Protection
L'église Notre-Dame d'Usseau fait l'objet d'une inscription au titre des monuments historiques depuis le 5 décembre 2000.